# La vendetta dei Dalton
La vendetta dei Dalton (When the Daltons Rode) è un film western del 1940 diretto da George Marshall, ispirato alla leggenda della banda dei fratelli Dalton.

## Trama
il film si apre con un riparatore di carri, Old Timer, che racconta al giovane avvocato Tod Jackson la storia dei famigerati fratelli Dalton. Tod, però, non è interessato ai racconti storici: vuole solo sapere dove vivono ora i Dalton.
Originari del Missouri, i fratelli Dalton — Bob , Grat, Ben, ed Emmett — si sono trasferiti in Kansas per iniziare una nuova vita come agricoltori onesti. Quando Ben viene coinvolto in una causa legale contro una compagnia immobiliare corrotta, è proprio Tod, amico d'infanzia e avvocato, a essere convinto da Bob a difenderlo in tribunale. Durante il processo, però, la situazione degenera: una rissa scoppia nell'aula e i fratelli, minacciati e attaccati, fuggono sparando. La stampa, manovrata dai nemici dei Dalton, li dipinge come pericolosi fuorilegge. Dopo che Ben viene colpito alla schiena, i fratelli si rendono conto che non possono più condurre una vita onesta e si danno al crimine, cominciando con l'assalto a una diligenza. La loro reputazione come banditi cresce rapidamente.
Intanto, tra Tod e Julie, fidanzata di Bob, nasce un sentimento profondo. Tod scopre che dietro la banda c'è Caleb Winters, un uomo senza scrupoli che sta accumulando terre per venderle alla ferrovia. Quando prova ad avvertire Bob, viene colpito dallo stesso amico che, ormai accecato dalla rabbia e dal senso di vendetta, non vuole ascoltare. La madre dei Dalton e Julie affrontano Bob, spingendolo a riflettere su quanto sia cambiato. Anche se la banda era decisa a sciogliersi, i fratelli decidono di compiere un’ultima rapina, portando Bob con loro in uno scontro armato devastante. Le conseguenze saranno gravi per tutti. Il film si conclude con un passaggio simbolico: una vetrina espone fotografie ricordo dei Dalton, mentre Old Timer continua a narrare la storia, rivolgendosi ora a Tod e Julie, che sono diventati marito e moglie.